# Fort aan de Winkel

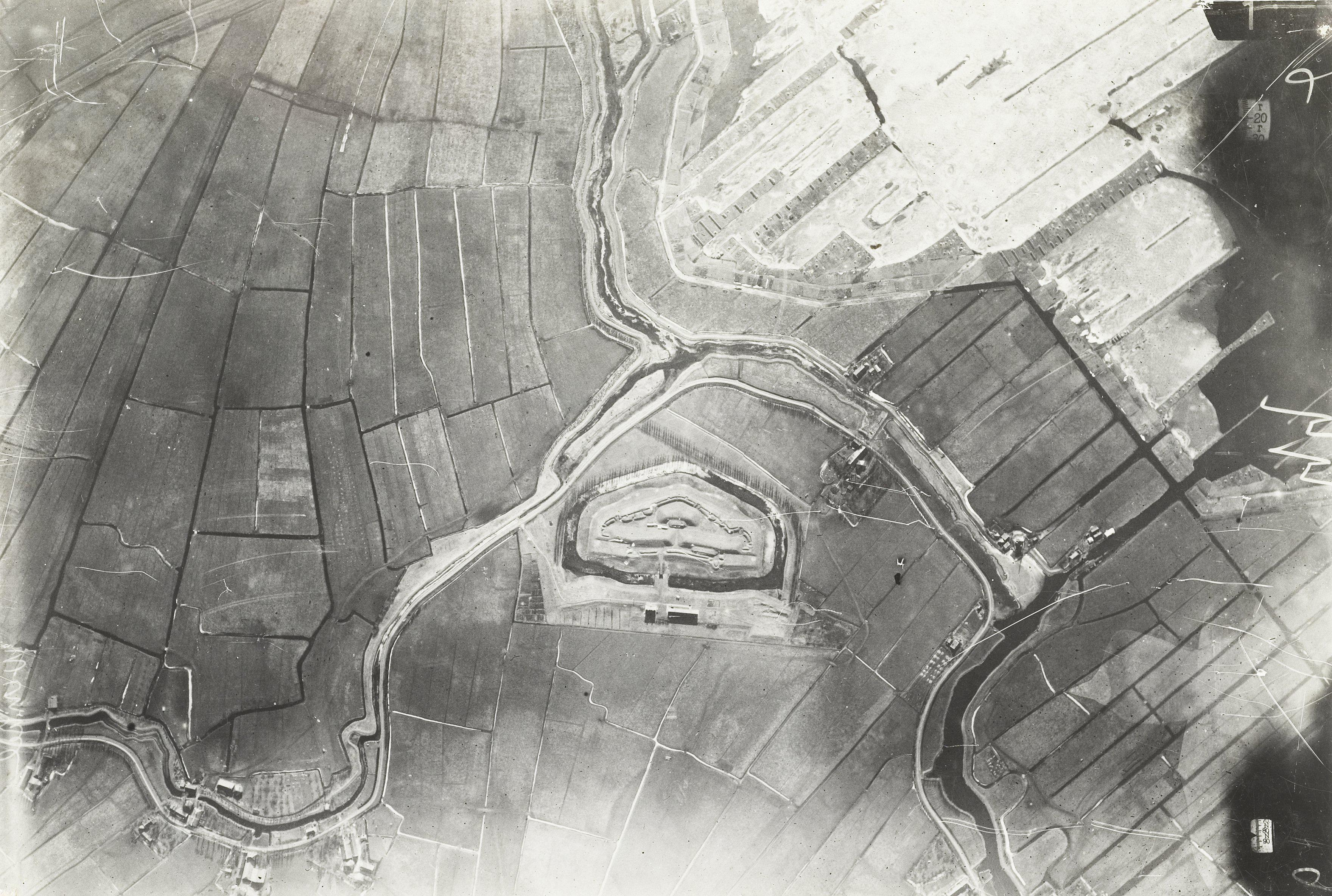
Het fort van aardwerk in de jaren twintig.

Het Fort aan de Winkel is een fort van de Stelling van Amsterdam. Het fort is nooit afgebouwd, het bleef een verdedigbaar aardwerk met geschutsopstellingen. Het ligt ten noordoosten van de Vinkeveense Plassen en in de zuidelijke hoek van de Waardassackerpolder en Holendrechterpolder.

## Bijzonderheden
Met het werk aan het fort werd in 1893 een start gemaakt. De slappe veengrond maakte het noodzakelijk de bodem met grote hoeveelheden zand te verstevigen. Het zandlichaam werd in 1895 omgevormd tot verdedigbaar aardwerk met geschutsopstellingen. Het voorliggende terrein was zeer slecht geschikt voor aanvallen, waardoor de bouw van dit fort de laagste prioriteit had. De aanleg van betonnen gebouwen werd uitgesteld en bleef uiteindelijk achterwege.
Het fort had tot taak de verdediging van het acces gevormd door de Vinkenkade en de kade en waterloop tussen de Polder de Winkel en de Proosdijpolder. Fort aan de Winkel ligt tussen Fort in de Botshol en Fort bij Abcoude, beide hemelsbreed op circa 3 km afstand.
Het aardwerk is later grotendeels geëgaliseerd. Op het fortterrein ligt nog het fundament van de in 1952 gebouwde luchtwachttoren 2X1 Abcoude van het Korps Luchtwachtdienst. Deze luchtwachttoren was van het type E4.80, dat geeft de hoogte tot aan de vloer van de observatiecabine aan, en was in totaal 6,32 meter hoog.
Bij Koninklijk Besluit van 28 oktober 1959 is het fort opgeheven als vestingwerk. Buiten de omgrachting rond het fort staat aan de noordzijde de fortwachterswoning en een houten genieloods uit 1895. Het geheel is een monument. Dit aardewerk is later deels geëgaliseerd.

## Gebruik door Vafamil
Het fortterrein is eigendom van het Defensie. De Stichting Vafamil (Vakantie Faciliteiten Militairen) maakt gebruik van het terrein. De stichting werd in 1963 opgericht en verleent faciliteiten op het vlak van vakantie- en vrijetijdsbesteding aan het defensiepersoneel. De stichting mocht van Defensie gratis terreinen gebruiken als kampeerterreinen en jachthavens. Het geheel wordt door Vafamil gebruikt als kampeerterrein voor vakantievierende militairen. In 2009 is besloten dat de terreinen die Vafamil in gebruik heeft worden afgestoten. Vafamil moet per 1 januari 2015 de terreinen ontruimen en terug aan Defensie geven.